# Marina Ovsyannikova
Marina Ovsyannikova (em russo:  Марина Овсянникова; née Tkachuk) é uma produtora de TV russa que trabalhou no canal de TV Channel One Russia.

## Vida e carreira
Seus pais são russos e ucranianos. Ovsyannikova formou-se na Universidade Estatal de Kuban e mais tarde na Academia Presidencial Russa de Economia Nacional e Administração Pública. Ela trabalhou para a All-Russia State Television and Radio Broadcasting Company. Em 2002, ela deu uma entrevista ao site de notícias Yuga.ru.

## Protesto contra a guerra
Em 14 de março de 2022, durante um noticiário noturno relacionado à invasão russa da Ucrânia, ela apareceu atrás da âncora de notícias, Ekaterina Andreeva, carregando um cartaz dizendo "(em inglês) No war. (Em russo) Pare a guerra. Não acredite na propaganda. Aqui eles estão mentindo para você. (em inglês) Russians against war". A transmissão foi interrompida e Ovsyannikova foi detido pela polícia. A gravação não ficou disponível para download, o que é incomum para este canal de TV. Ela também postou um vídeo pré-gravado no Telegram dizendo que estava "envergonhada de trabalhar para a propaganda do Kremlin": 
“O que está acontecendo na Ucrânia é um crime. A Rússia é um país agressor e a responsabilidade por essa agressão recai sobre a consciência de apenas uma pessoa. Essa pessoa é Vladimir Putin. Meu pai é ucraniano, minha mãe é russa e eles nunca foram inimigos. Este colar que estou usando é um símbolo desse fato de que a Rússia deve acabar imediatamente com essa guerra fratricida. E nossos povos irmãos ainda poderão trazer a paz. Infelizmente, passei os últimos anos trabalhando para o Piervy Kanal, fazendo propaganda do Kremlin, e tenho muita vergonha disso. Vergonha por ter permitido que mentiras fossem transmitidas de telas de TV. Vergonha por permitir que outros zumbissem russos. Ficamos em silêncio em 2014 quando tudo isso começou. Não protestamos quando o Kremlin envenenou Navalny. Nós apenas observamos silenciosamente esse regime desumano em ação. E agora o mundo inteiro virou as costas para nós. E as próximas 10 gerações não vão lavar a mancha desta guerra fratricida. Nós, russos, somos pessoas pensantes e inteligentes. Está em nosso poder parar toda essa loucura. Vá protestar. Não tenha medo de nada. Eles não podem trancar todos nós.” 
Ovsyannikova foi detida pela polícia russa logo em seguida, sendo levada a estação da polícia de Ostankino. Seu advogado não conseguiu contatá-la ou mesmo localizá-la por mais de 12 horas. Na manhã seguinte à transmissão, seu paradeiro ainda era desconhecido. É relatado que Ovsyannikova pode enfrentar até 15 anos de prisão sob a "lei de desinformação russa" sobre a invasão da Ucrânia.<